# Ai Yanhan
Ai Yanhan (7 febbraio 2002) è una nuotatrice cinese.

## Palmarès
- Mondiali:

Budapest 2017: argento nella 4x200m sl.
Fukuoka 2023: bronzo nella 4x100m sl e nella 4x200m sl.
Doha 2024: oro nella 4x200m sl e nella 4x100m sl mista.
- Mondiali in vasca corta

Hangzhou 2018: oro nella 4x200m sl.
- Giochi asiatici

Giacarta 2018: oro nella 4x200m sl.
- Campionati asiatici

Tokyo 2016: oro nella 4x200m sl e argento nei 200m sl.
- Giochi mondiali universitari

Reno-Ruhr 2025: oro nei 100m sl, argento nei 200m sl, nella 4x100m sl e nella 4x200m sl.